# Insula Bouvet

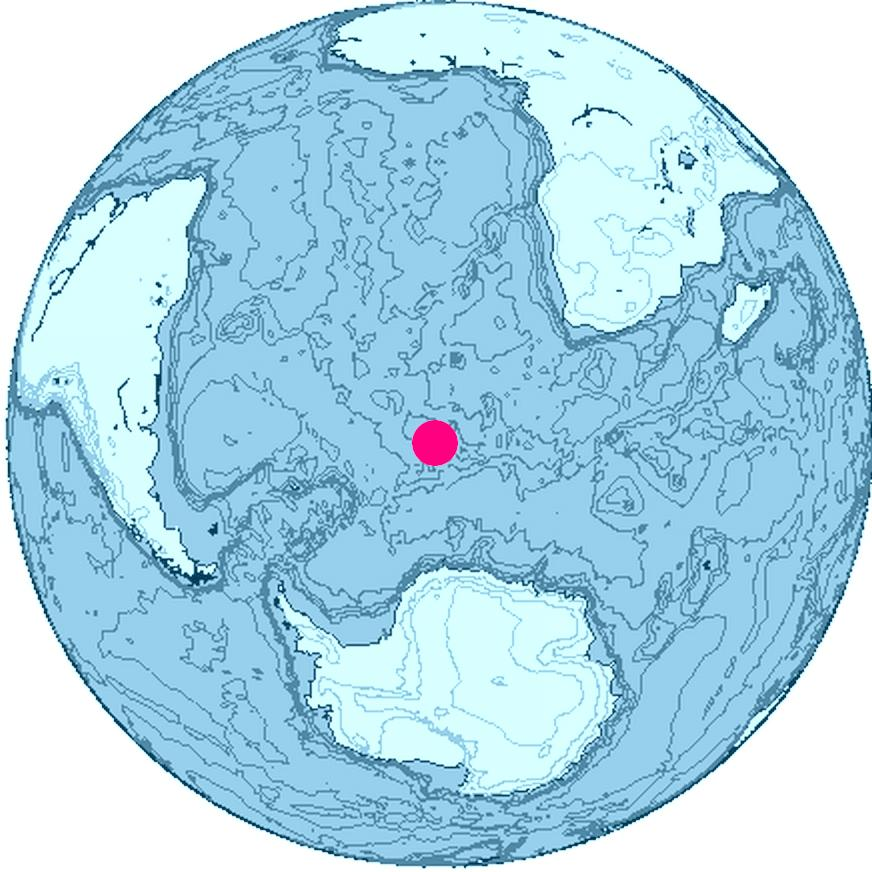
Localizarea insulei Bouvet în Atlanticul de Sud

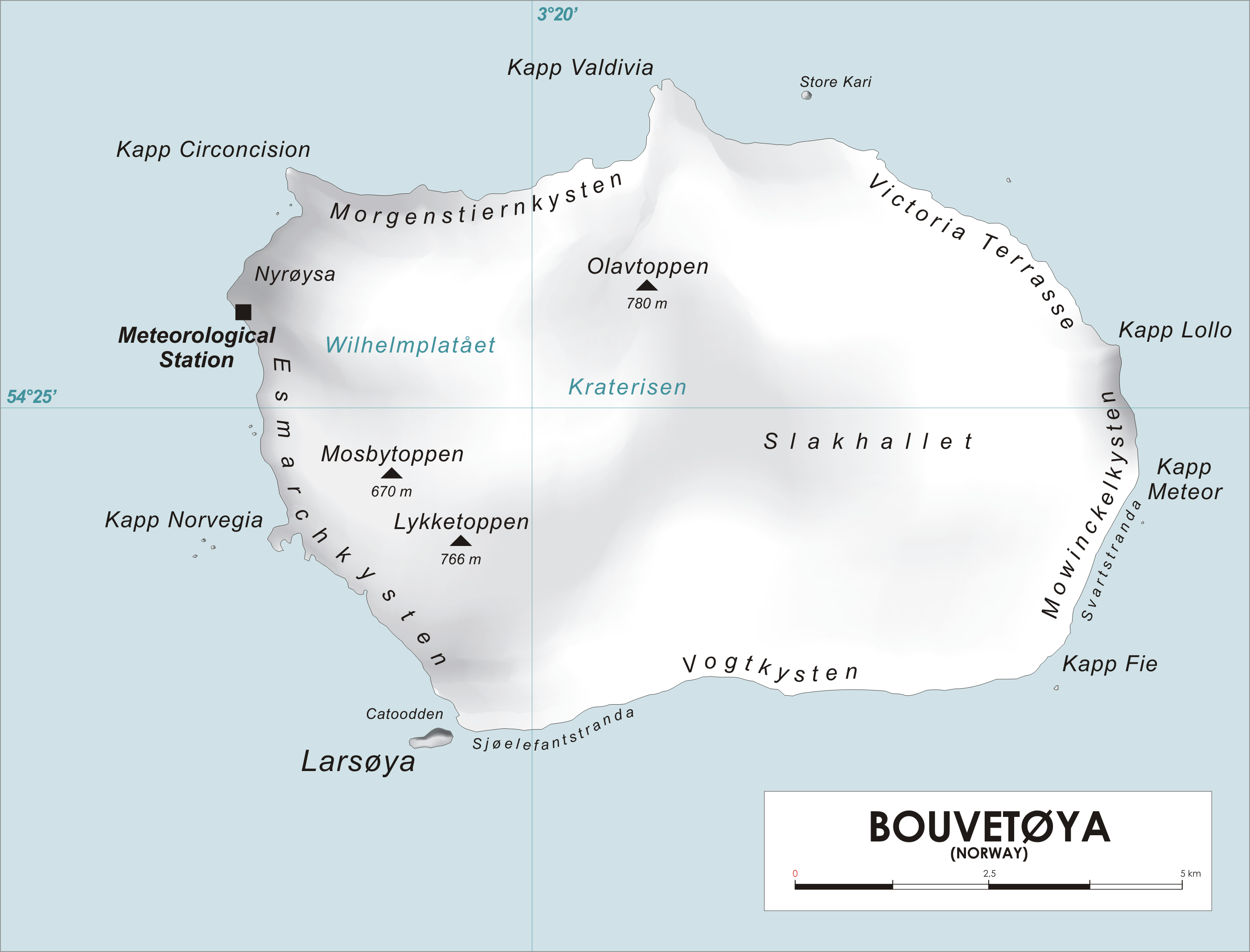
Harta insulei Bouvet

Insula Bouvet (în norvegiană Bouvetøya, în trecut numită și Insula Liverpool sau Insula Lindsay) este o insulă subantarctică de origine vulcanică, nelocuită permanent, situată în Oceanul Atlantic de Sud, la sud-vest de Capul Bunei Speranțe din Africa de Sud (la 54°26′S 3°24′E / 54.433°S 3.400°E). Este o dependență a Norvegiei, fiind plasată la nord de limita de aplicabilitate a Tratatului Antarctic.

## Geografie
Insula Bouvet ocupă o suprafață de 49 km2, din care 93% este acoperită de gheață; Linia de coastă, abruptă și înaltă, are o lungime de 29,6 km.
Insula Bouvet este cea mai izolată insulă din lume. Cel mai apropiat punct de uscat este Țara Reginei Maud din Antarctida, aflată la peste 1.600 km spre sud.
Cel mai înalt vârf de pe insulă este vârful Olav (Olavtoppen în norvegiană) cu o înălțime de 780 m deasupra nivelului mării.

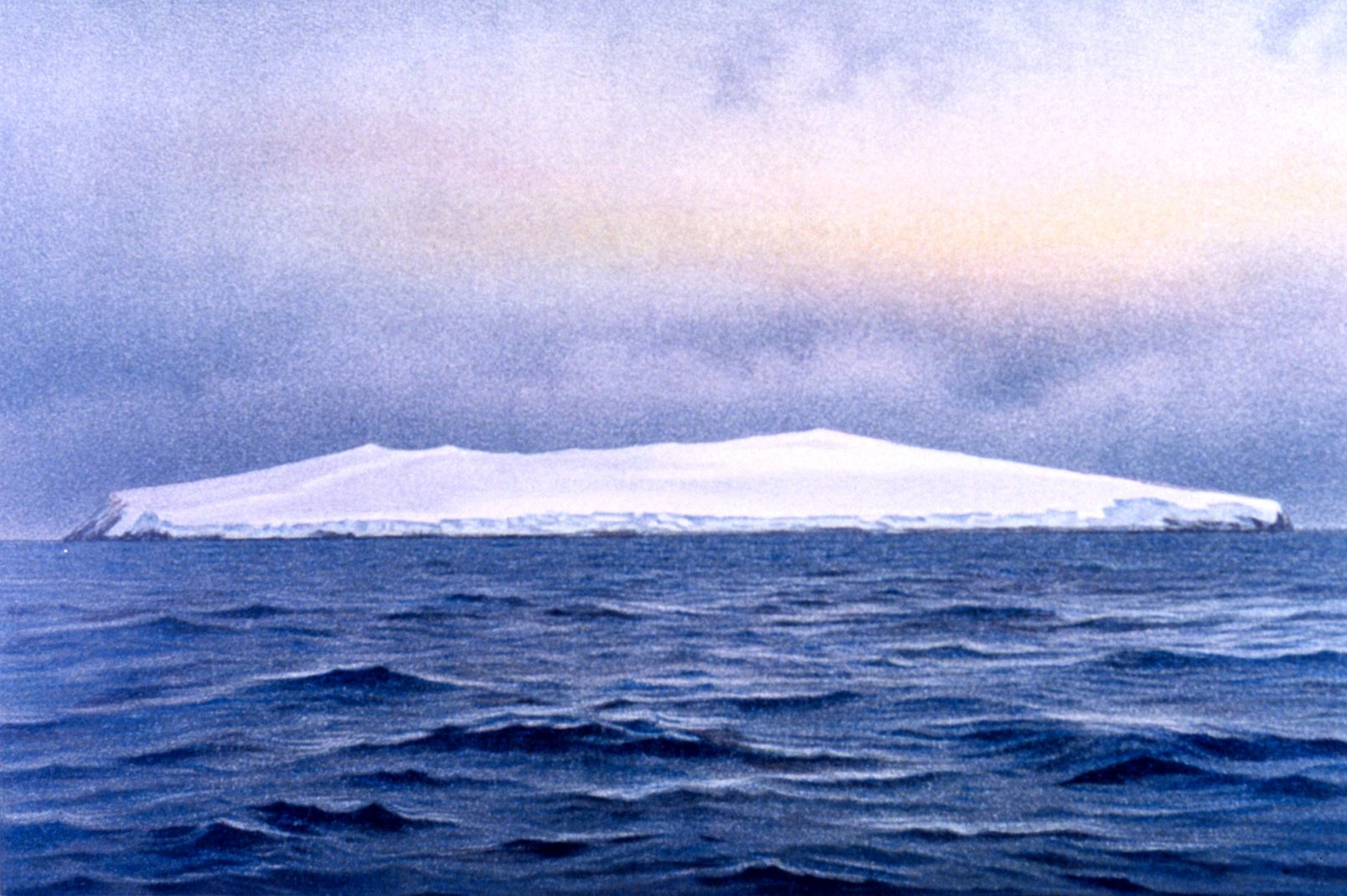
Coasta de sudest a insulei Bouvet în 1898

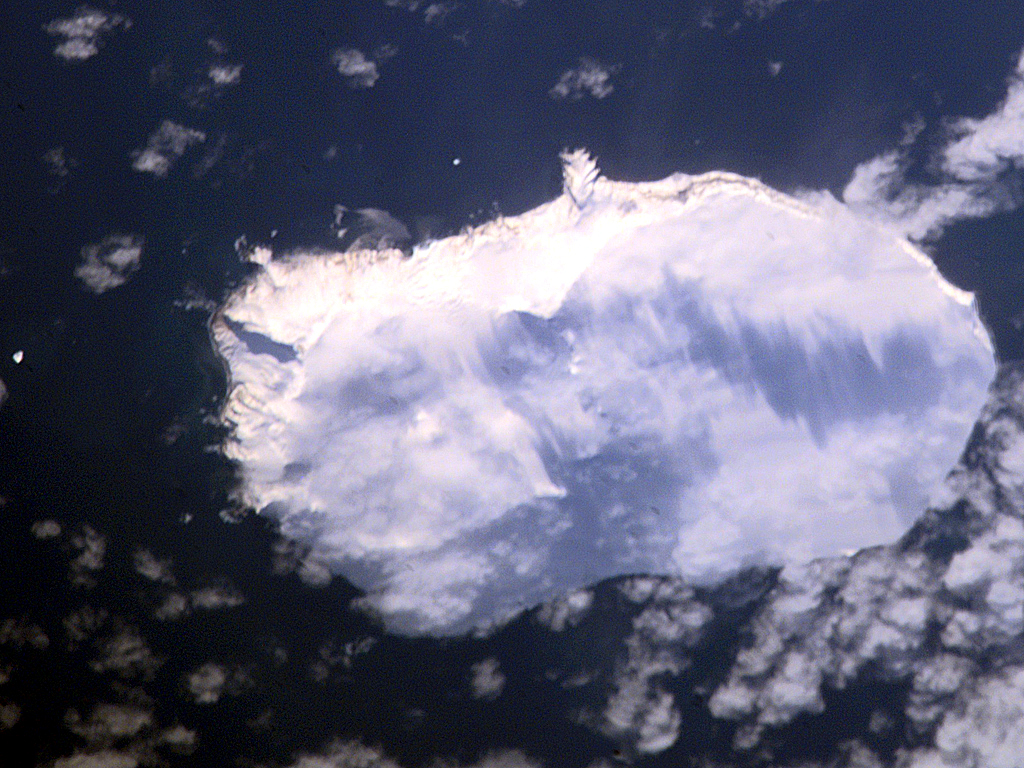
Vedere aeriană a insulei Bouvet

Pe coasta vestică a insulei a apărut cândva între 1955 și 1958, în urma unei alunecări de teren, o platformă vulcanică nouă, botezată Nyrøysa, pe care au început să cuibărească diverse păsări marine, cum ar fi petrelii giganți, Macronectes Halli.
Datorită climatului aspru și terenului acoperit în cea mai mare parte de gheață, vegetația este limitată la licheni și mușchi, lipsind plantele superioare, astfel că insula Bouvet poate fi considerată ca aparținând zonei botanice antarctice.
Fauna este limitată la foci, păsări de mare și pinguini.

## Clima
Bouvetøya are un climat polar moderat, cu temperaturi nu prea departe de la 0° C pe tot parcursul anului.

## Istoric
Insula Bouvet a fost descoperită la 1 ianuarie 1739 de către exploratorul francez Jean-Baptiste Charles Bouvet de Lozier care comanda vasele Aigle și Marie. El și-a numit descoperirea „Capul Circoncision”.
În 1772, James Cook, trimis să verifice dacă „Capul Circoncision” este o insulă sau parte a unui continent, nu a reușit să-l găsească la coordonatele indicate de Bouvet, deoarece acesta indicase coordonate greșite.
Insula a fost din nou zărită în 1808, de către James Lindsay, căpitanul balenierei Snow Swan. El nu a debarcat, însă a determinat pentru prima dată cu precizie coordonatele insulei. După aceea, insula a fost numită pentru un timp „insula Lindsay”.
Benjamin Morrell, căpitanul vasului „Wasp”, a fost primul care a debarcat pe insula Bouvet, în decembrie 1822, pentru a vâna foci.
În 10 decembrie 1825, George Norris, comandând balenierele Sprightly și Lively a debarcat pe insulă, botezând-o insula Liverpool și proclamând-o posesiune britanică. El a descoperit și o altă insulă, numită de el insula Thompson, situată la cca. 70 km nord-nord-est de insula Bouvet, care însă nu a mai putut fi găsită în secolul al XX-lea.
În 1927, sub conducerea lui Lars Christensen, echipajul navei norvegiene „Norvegia” a petrecut o lună pe insulă, și a folosit această ședere pentru a justifica revendicarea insulei, pe care a botezat-o insula Bouvet, pentru Norvegia.
Insula Bouvet a devenit teritoriu norvegian prin decret regal din 23 ianuarie 1928, Regatul Unit renunțând la pretențiile sale asupra insulei.
În 1971, insula Bouvet a fost desemnată rezervație naturală. 
În 1977 a fost instalată o stație meteorologică automată, iar în 1994 a fost construită și o stație de cercetare. Aceasta din urmă a fost însă distrusă în 2007, la 19 octombrie 2007 Institutul Norvegian de Cercetări Polare anunțând că stația nu mai apare pe fotografiile din satelit.

## Diverse
Deși este nelocuită, insulei Bouvet i s-a rezervat un domeniu național de nivel superior, .bv; acesta însă nu este utilizat și nici nu se prevede utilizarea sa în viitor.